# 克萨达
克萨达，是西班牙安达卢西亚自治区哈恩省的一个市镇。总面积328平方公里，总人口6006人（2001年），人口密度18人/平方公里。